# MMS-камера

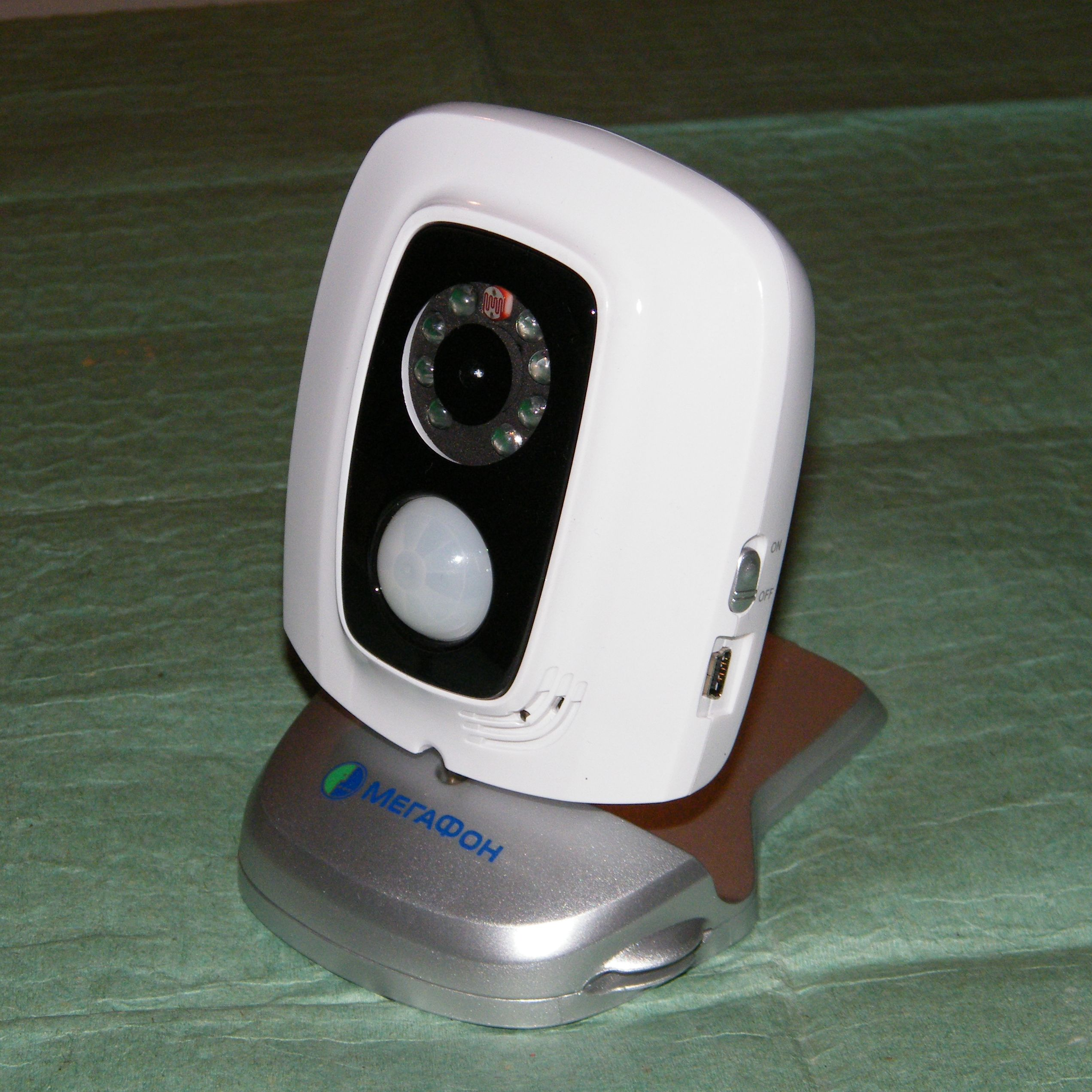
MMS-камера «МегаФон V900», фотоматрица 30 тыс. пикселей

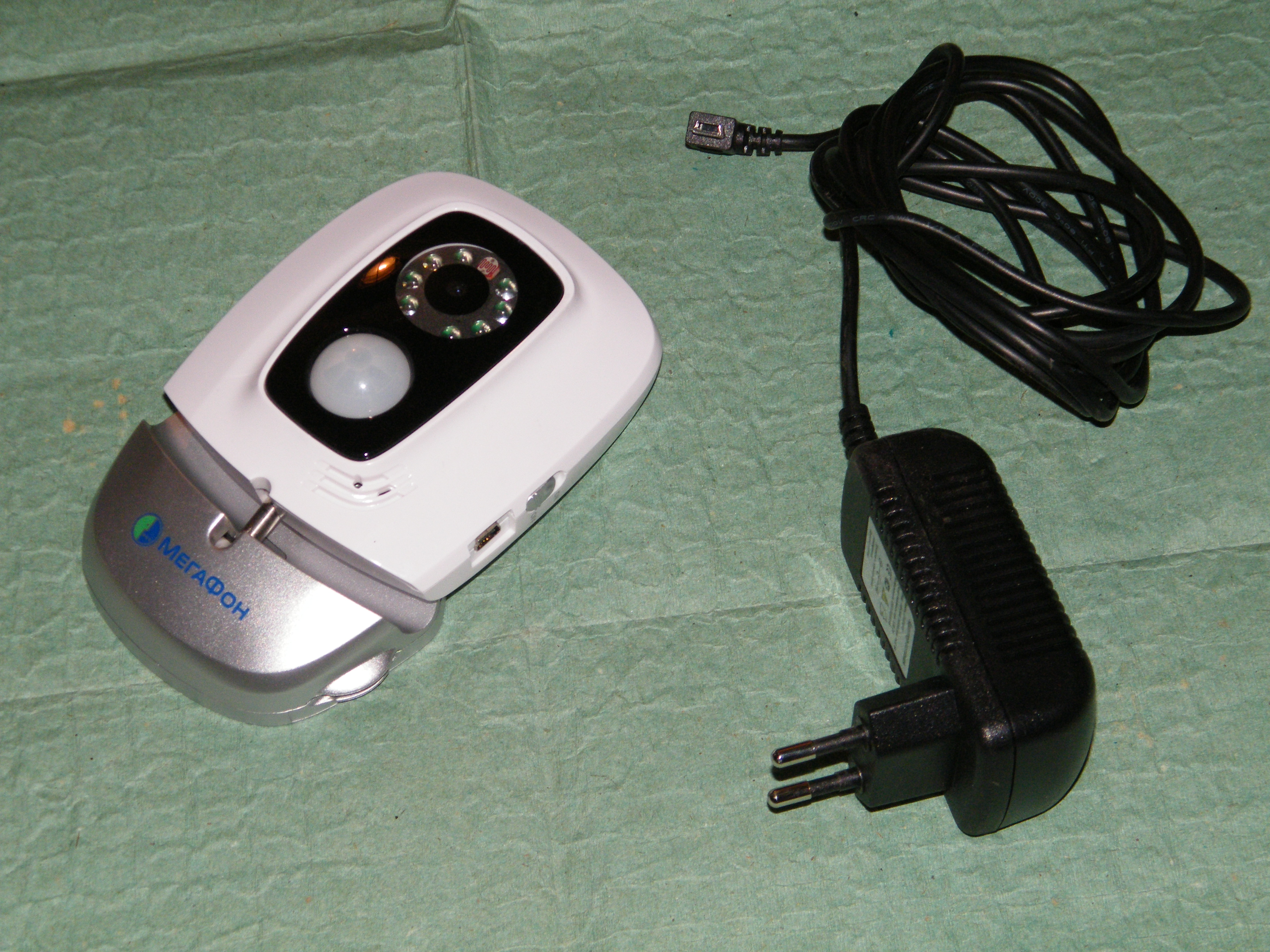
MMS-камера «МегаФон V900» и сетевой блок питания

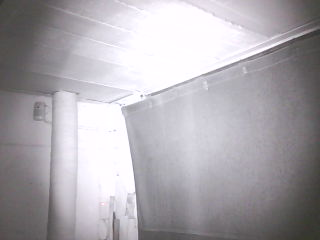
Снимок сделан MMS-камерой «МегаФон V900» в темноте и передан в виде MMS-сообщения на сотовый телефон хозяина (интерьер гаража). Светлый круг от инфракрасной подсветки.

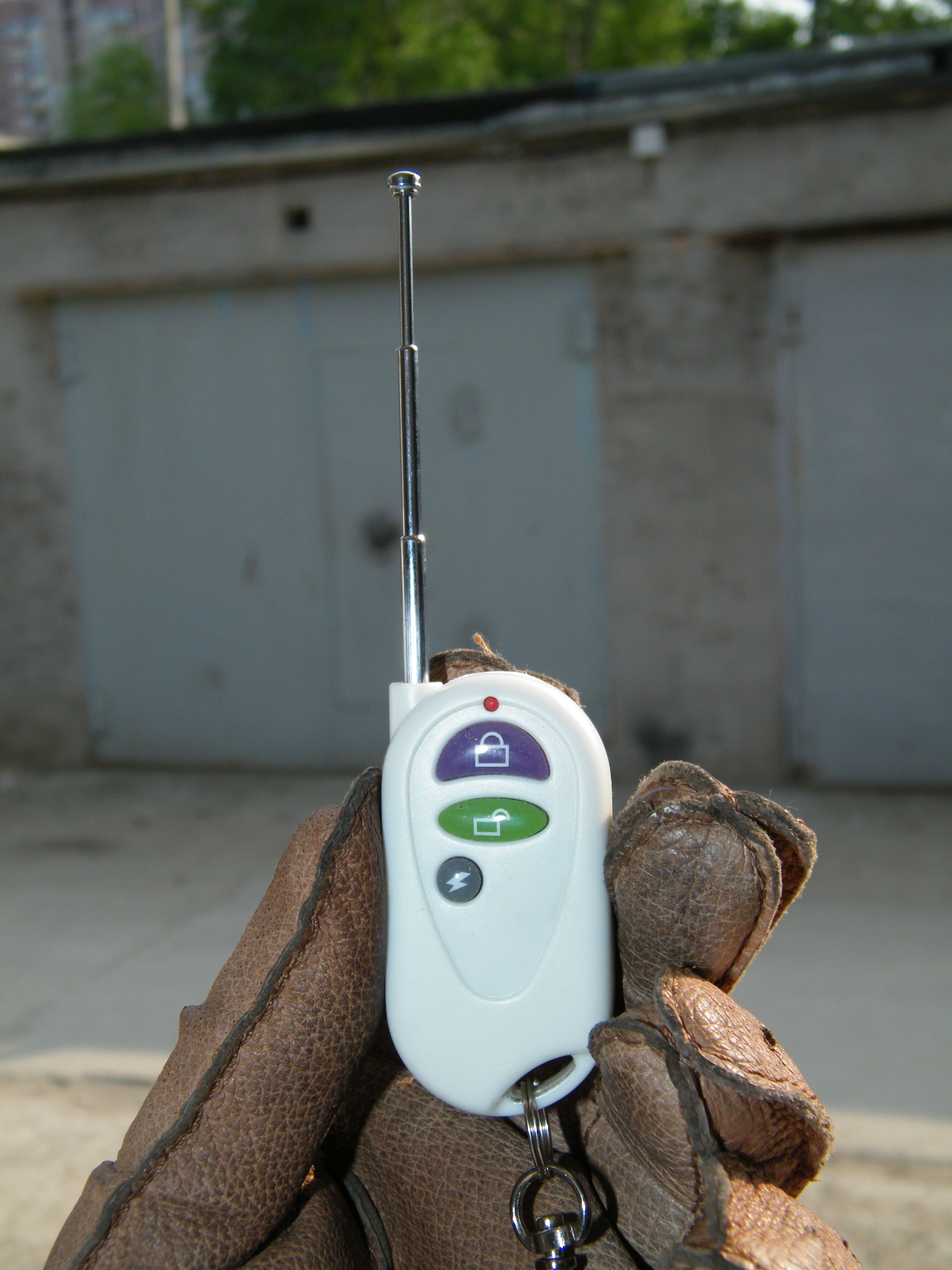
ПДУ

MMS-камера — охранное устройство с модулем сотовой связи, предназначенное для выполнения охранных и наблюдательных функций посредством отправки MMS-сообщений на определённый номер сотового телефона, а также прослушивания того, что происходит в охраняемом помещении.
MMS-камера, будучи установленной в помещении (или вне его), позволяет информировать пользователей о появлении людей (и/или животных) в охраняемом месте, получать изображения на сотовый телефон пользователя, а также прослушивать разговоры.

## Функциональность
1. Обнаружение движущихся объектов: при любом движении в зоне работы камеры посылается тревожный сигнал.
2. Прослушивание: звонок на номер MMS-камеры позволяет прослушивать место установки.
3. Камера может производить тревожный звонок на заданные телефонные номера.
4. Камера отправляет фотографию на заданные номера сотовых телефонов (MMS-сообщение) или на e-mail.
5. Камера может работать по расписанию и отправлять MMS-сообщение по требованию.
6. Удалённое управление MMS-камерой по SMS с мобильного телефона.
7. Благодаря инфракрасной подсветке камера может делать фотоснимки в темноте.

«Мастер» (хозяин) может разрешить работу с MMS-камерой другим людям («члены семьи» или «гости»), их полномочия существенно меньше.

## Конструкция
MMS-камера представляет собой цифровой фотоаппарат с устройством сотовой связи. В корпус MMS-камеры вставляется SIM-карта, для работы фотоаппарата в темноте имеются инфракрасные светодиоды подсветки в темноте. 
Для прослушивания MMS-камера снабжена микрофоном. 
Определить появление посторонних в охраняемом помещении позволяет инфракрасный датчик движения.
Электропитание MMS-камера получает от встроенного аккумулятора с сетевым блоком питания. Камера с установленной SIM-картой имеет собственный телефонный номер.
Количество органов управления у MMS-камеры минимальное, вся работа с камерой идёт посредством отправки на её мобильный телефонный номер SMS-сообщений.
Корпус MMS-камеры шарнирно закреплён на основании, основание может быть установлено на горизонтальной поверхности или прикреплено к стене или к потолку при помощи шурупов. Шарнирное крепление позволяет ориентировать MMS-камеру в пространстве.
В корпус вставляется SIM-карта (некоторые MMS-камеры может работать только с определённым сотовым оператором), на передней поверхности размещён объектив, восемь ик-светодиодов подсветки, датчик движения, микрофон, светодиодный индикатор некоторых режимов работы. Также на корпусе находится выключатель камеры и кнопка «сброса» на заводские настройки. Электропитание MMS-камеры от встроенного литиевого аккумулятора и сетевого блока питания (внешнее зарядное устройство), подключаемого разъёмом mini-USB.
В комплект входит пульт дистанционного управления (по радиоканалу). MMS-камеры могут продаваться с SIM-картой и льготным тарифным планом, оптимизированным для MMS-сообщений.
После первого включения хозяин («мастер») должен сделать телефонный звонок со своего сотового телефона на мобильный номер камеры. Дальнейшая работа происходит при помощи SMS-сообщений.
Например, проконтролировать состояние камеры можно, послав SMS-сообщение #07#, а получить руководство пользователя в виде SMS-сообщения — после отправки #09#1#. Если камера установлена на потолке «вверх ногами» — команда #35#1# позволит получать фотографии в нормальном виде.
«Мастер» (хозяин) может сделать звонок со своего сотового телефона на MMS-камеру и прослушать разговоры в охраняемом помещении. Если он наберёт номер и, услышав сигнал вызова, тут же разорвёт соединение — в ответ получит MMS-сообщение с фотографией.
В случае если необходимо сменить номер мастера, производится «сброс» к заводским настройкам.
Пульт дистанционного управления позволяет снимать и ставить камеру на охрану, а также в случае опасности подавать тревожный сигнал на заданные телефонные номера (звонком или отправкой SMS).